# Бабілі
Бабілі (груз. ბაბილი) — село в Грузії.
За даними перепису населення 2014 року в селі проживає 151 особа.